# Louis Duneton
Louis Duneton est un acteur français de cinéma et télévision, né le 15 octobre 1995 à Paris.
Il est notamment connu pour avoir tenu le rôle de Valentin Nebout dans la série Plus belle la vie de 2012 à 2014. Bien que le personnage réintègre la série en 2016, l'acteur ne reprend pas son rôle et est remplacé par Valentin Baldi.
Louis Duneton est le petit-fils de Claude Duneton, écrivain et comédien.

## Biographie
Louis Duneton naît le 15 octobre 1995 à Paris.
Élève au lycée Saint-Thomas-d'Aquin à Paris, il quitte l'établissement en 2012 pour intégrer la série Plus belle la vie, jusqu'en 2014.
En 2013, à 18 ans, l'acteur joue son premier rôle dans le film La Cage dorée de Ruben Alves. Un an plus tard, il obtient le rôle de Maxime dans Tu es mon fils, et joue dans le téléfilm Borderline, du réalisateur Olivier Marchal.

## Filmographie

### Cinéma

#### Longs métrages
- 2013 : La Cage dorée de Ruben Alves : l'adolescent garçon
- 2022 : Reste un peu de Gad Elmaleh : Mathieu

#### Courts métrages
- 2012 : Directed by de Alban Mench : Arnaud (jeune)
- 2013 : Les Petits Joueurs de Guillaume Breton
- 2014 : Journée d'appel de Basille Doganis : Franck
- 2016 : 1992 d'Anthony Doncque : Martin
- 2019 : Mal caduc de Jules Follet : le conscrit

### Télévision

#### Téléfilms
- 2015 : Borderline de Olivier Marchal : Lucas Blain
- 2015 : Tu es mon fils de Didier Le Pêcheur : Maxime
- 2018 : Né sous silence de Thierry Binisti : Gabriel
- 2022 : Drame en haute mer d'Adeline Darraux : Anthony

#### Séries télévisées
- 2012-2015 : Plus belle la vie : Valentin Nebout (163 épisodes)
- 2013 : Candice Renoir : Simon Beffa (saison 1, épisode 1)
- 2015 : Boulevard du Palais : Cédric Vérand (saison 16, épisode 4)
- 2016-2021 : Nina : Damien (3 épisodes)
- 2017 : Section de recherches : Quentin Rodriguez (saison 11, épisode 2)
- 2017 : La Stagiaire : Timotée Redon (saison 3, épisode 3)
- 2018 : Léo Matteï, Brigade des mineurs : Simon Dolbeault (saison 6, épisode 2)
- 2019 : Commissaire Magellan : Léo (saison 10, épisode 3)
- 2019 : Le temps est assassin : Mika Schreiber (1994) (4 épisodes)
- 2021 : La Faute à Rousseau : Théo Vallon-Rousseau (8 épisodes)
- 2022 : Addict : Achille
- 2024 : Cassandre : Maxime Chalandon, le barman (saison 8, épisode 1)
- 2025 : Tout pour la lumière : Hadrien Verzeroli

### Producteur
- 2013 : Les Petits joueurs de Guillaume Breton

## Distinctions
- 2016 : Prix du Public Meilleur Jeune Espoir Masculin au Festival Jean Carmet de Moulins pour son interprétation dans le court métrage 1992 de Anthony Doncque